# Chasing the Moon
Chasing the Moon is een Amerikaanse dramafilm uit 1922. De stomme film is verloren gegaan.
Deze dramafilm was een ommezwaai voor acteur Tom Mix, die tot dan toe vooral in westerns speelde. Recensenten en bioscoopeigenaren waren echter niet onverdeeld positief over het resultaat. Ze noemden de ondertitels 'geestig' en 'gevat', al meenden ze ook dat het er te veel waren. Het plot stelde, naar hun oordeel, weinig voor. De film was vooral een aaneenschakeling van stunts, vonden ze. Maar voor het publiek maakte het weinig uit: de bioscoopzalen waren ook bij Chasing the Moon gevuld.

## Verhaal
Het verhaal komt overeen met de in 1950 verschenen film noir D.O.A.. De jonge rancher en miljonair Dwight Locke (Tom Mix) snijdt zich in Chasing the Moon, en is er van overtuigd dat hij zo een besmetting met een gif heeft opgelopen waardoor hij binnen dertig dagen dood is. Alleen een Russische professor kan hem helpen en Dwight gaat op zoek naar de man. Daarvoor reist hij van de Verenigde Staten naar Rusland en Spanje en weer terug. Ondertussen ontdekt zijn verloofde Jane Norworth (Eva Novak) dat hij helemaal niet is vergiftigd en dat juist het tegengif dodelijk zal zijn. Zij reist op haar beurt Dwight achterna om hem te waarschuwen.

## Rolverdeling
| Acteur          | Personage       |
| --------------- | --------------- |
| Tom Mix         | Dwight Locke    |
| Eva Novak       | Jane Norworth   |
| William Buckley | Milton Norworth |
| Sid Jordan      | Velvet Joe      |
| Elsie Danbric   | Prinses Sonia   |
| Wynn Mace       | Prins Albert    |